# Pico Leão
Pico Leão es una localidad caboverdiana del municipio de Ribeira Grande de Santiago.

## Geografía
La localidad está situada en la isla Santiago.

## Organización territorial
La localidad abarca los lugares y barrios de:
- Chã de Riba
- Chão Grande
- Chuva Chove
- Cutelo Moreira
- Galego
- Laranjinha
- Ligrande
- Pedra Barro
- Ponta Romão
- Rochinha
- San Djon Riba